# 郭寄嶠
郭 寄嶠（かく ききょう、繁体字: 郭寄嶠; 簡体字: 郭寄峤; 拼音: Guō Jìjiào; ウェード式: Kuo Chi-Chiao）は、中華民国（台湾）の軍人・政治家。最初は奉天派に属したが、後に国民軍や直隷派を経て国民革命軍に易幟する。衛立煌の側近として知られ、台湾では国防部長にまで昇進した。旧名は季嶠、光靄。

## 事績

### 衛立煌側近となる
清河陸軍第一予備軍官学校を経て、1923年（民国12年）8月、保定陸軍軍官学校第9期砲兵科を卒業した。その後、郭寄嶠は奉天派の東北陸軍指揮官である郭松齢の部隊に所属することになる。1925年（民国14年）11月、郭松齢が馮玉祥と連合して東北国民軍を結成、反張作霖の兵変を起こしたが、翌月に敗北、処刑された。東北国民軍の残軍は、同軍参謀長であった魏益三により国民軍第4軍に改編されて馮の下に属し、郭寄嶠も魏に従っている。
郭寄嶠は魏益三に重用されて同軍参謀長に昇進した。1926年（民国15年）夏、魏は兵糧不足から馮と対立して呉佩孚に降り、討赤聯軍第8軍軍長となったため、郭もそのまま同軍参謀処処長となる。同年冬、呉が国民革命軍の北伐軍に敗北したため、魏はさらに易幟して国民革命軍第30軍軍長となり、郭も同軍参謀長となった。この間の魏は度重なる易幟に際して様々な電文を発したが、原稿は郭が作成したものである。
北伐完了後、郭寄嶠は魏益三の能力を見限り、湖南軍の何鍵をまず頼りその参謀長となった。しかし、何は地元出身者を優遇したため、郭はやはり長く留まることはできなかった。1930年（民国19年）初めに安徽省出身の衛立煌率いる第45師へ転じ、同師参謀長として起用される。1932年（民国18年）5月、第45師が第14軍（衛がそのまま軍長）に昇格したことに伴い、郭は同軍参謀長に任ぜられた（翌月、軍事参議院参議も兼任）。
この間、郭寄嶠は紅軍（中国共産党）討伐や福建事変鎮圧などで手腕を示し、衛の信任を獲得している。1936年（民国25年）1月、郭は陸軍少将銜を授与され、また、この頃までに藍衣社（中華民族復興社）に所属している。同年12月、西安事件が勃発した際には、衛と共に張学良に拘留された。翌1937年（民国26年）4月、陸軍中将に昇進している。

### 日中戦争での活動
日中戦争（抗日戦争）勃発後の同年10月、郭寄嶠は第9軍軍長に任ぜられ、第2戦区第14集団軍（総司令：衛立煌）に属した。同年末に第14集団軍参謀長に就任、さらに翌年には第2戦区副長官部参謀長兼前敵総司令部参謀長の地位も加えられる。1939年（民国28年）4月、衛が第1戦区長官に昇進したため、郭も第9軍軍長の地位のまま第1戦区参謀長に移った。日中戦争での郭は、衛を善く輔佐して日本軍との戦いで軍功をあげる一方、八路軍との連携も確立して劉少奇ら共産党の要人とも交渉を行っている。
1942年（民国31年）1月、衛立煌が第1戦区司令長官を罷免され、郭寄嶠は同年8月に重慶衛戍司令部参謀長、副総司令、副総司令部幹訓班主任へ転じる。翌1943年（民国32年）10月、衛が中国遠征軍司令長官に起用されたため、郭も同長官部参謀長に就任した。1944年（民国33年）、鄂陝甘辺区総司令に起用され、同年7月には第1戦区副司令長官兼参謀長となる。これにより郭は衛の下から離れることとなる。翌1945年（民国34年）2月、第5戦区副司令長官兼参謀長に移り、同年6月には中国国民党第6期中央執行委員候補に選出された。同年中に第8戦区副司令長官兼参謀長に任ぜられ、朱紹良が対応に苦慮していた新疆省三区革命問題に、張治中や呉忠信らと共に取り組んだ。

### 国共内戦、台湾での活動
1946年（民国35年）6月、郭寄嶠は国防部参謀次長に起用された。しかし同年10月、谷正倫の後任として甘粛省政府主席兼同省保安司令に任ぜられ、さらに西北行営副主任（行営所在地はウルムチ）も兼ねている。1948年（民国37年）9月には西北軍政長官公署副長官、さらに国民党甘粛省党部主任委員も兼ねている。郭は甘粛省のため各種政策に取り組み、馬家軍の指導者を始めとする少数民族にも宥和政策で臨んだ。そのため初期は省情の安定をもたらしたが、国共内戦の戦況悪化やそれに伴う財源の枯渇のため、次第にその統治は動揺していく。
1949年（民国38年）5月、郭寄嶠は西北軍政長官公署主任代理となったが、この頃には甘粛省省民や学生の国民政府に対する不満・反感を抑えきれなくなり、同年7月に省政府主席を辞任に追い込まれた。まもなく、郭とその家族は台湾に逃れている。台湾では当初東南軍政長官公署副長官に任ぜられたが、1950年（民国39年）に副参謀総長に起用されている。翌1951年（民国40年）3月、国防部長に抜擢され、さらに陸軍二級上将位を授与された。1952年（民国41年）、美援運用委員会委員も兼任し、同年10月、国民党第7期中央執行委員に選出された。
1954年（民国43年）5月、郭寄嶠は国防部長を退任し、翌月に総統府国策顧問に任ぜられている。1957年（民国46年）10月、国民党第8期中央評議委員に選出され、以後第15期まで連続再選された。1970年（民国59年）に蒙蔵委員会委員長に起用され、1972年（民国61年）5月まで在任している。1998年（民国87年）7月26日、台北市にて病没。享年97（満95歳）。

## 著作
- 『邊疆與國防』
- 『邊疆政策之研究』
- 『民國以來中央對蒙疆的施政』
- 『我國曆代邊疆地區各民族遷徒與衍化』
- 『敕平新疆偽“東土耳其斯坦共和國”經過紀要』

## 注
1. ↑  王・李（1999）、503-504頁。
2. 1 2 3 4 5 6 7 8 9  劉国銘主編（2005）、1849頁。
3. 1 2 3 4 5 6 7  徐主編（2007）、1276頁。
4. ↑  王・李（1999）、504頁。
5. ↑  王・李（1999）、504-505頁。
6. ↑  徐主編（2007）、1276頁。ただし当該資料は第14軍を「第54軍」と誤記し、さらに時期についても誤りが散見される。
7. ↑  王・李（1999）、505頁。
8. ↑  王・李（1999）、505-509頁。
9. ↑  王・李（1999）、509-510頁。
10. ↑  王・李（1999）、510-512頁。
11. ↑  王・李（1999）、512-513頁。